# Mississippi River (Ontario)
Der Mississippi River im Osten Ontarios (Kanada) ist ein Nebenfluss des Ottawa River.
Von seiner Quelle im Upper Mazinaw Lake bis zur Mündung am Stadtrand von Ottawa östlich von Arnprior entwässert er auf einer Länge von 169 km ein Gebiet von 3750 km². Die durchschnittliche Abflussmenge beträgt 40 m³/s.
Nach der Quelle bei den Kawartha Lakes fließt der Mississippi in Richtung Nordosten durch die Seen Crotch Lake, Dalhousie Lake und Mississippi Lake, berührt Carleton Place, durchfließt die Gemeinde Mississippi Mills und die Stadt Almonte und wendet sich dann nordwärts zum Ottawa River.
Bedeutende Nebenflüsse sind:
- Clyde River (links)
- Indian River (links)
- Fall River (rechts)

Die Wasserkraft wurde früher für Textilfabriken genutzt, heute gibt es einige Wasserkraftwerke am Flusslauf.
Das Purdon Conservation Area, ein Sumpfland im Einzugsgebiet des Flusses, beherbergt Kanadas größte Population der einheimischen Orchidee Showy Lady Slipper (Cypripedium reginae) mit ungefähr 16.000 Pflanzen.
Der Namensursprung ist ungeklärt. Die heutige Schreibweise mag vom US-amerikanischen Namensvetter Mississippi River herrühren, es handelt sich aber aller Wahrscheinlichkeit nach um eine Verballhornung eines anderen indianischen Namens. Der Fluss ist in Wirklichkeit kein „Großes Wasser“, auch im Vergleich zum Ottawa River, der bei weitem der größte Fluss der Gegend ist.
Es wird vermutet, dass sich der Name von Mazinaa[bikinigan]-ziibi, algonkisch für „Gemaltes Bild Fluss“ ableitet, was sich auf die Felsbilder im Bon Echo Provincial Park am Mazinaw Lake beziehen könnte.